# Buccinanopsinae
Buccinanopsinae is een onderfamilie van weekdieren uit de klasse van de Gastropoda (slakken).

## Geslacht
- Buccinanops d'Orbigny, 1841